# 八大聖地
仏教の八大聖地（はちだいせいち）は、仏教における重要な8つの聖地の総称。ゴータマ・ブッダの伝記に関わる遺跡である。７つは、歴史的なものであるが、サンカーシャだけは、伝説に基づいたものである。
|   | 名称               | 説明                           | 漢訳       |
| - | ------------------ | ------------------------------ | ---------- |
| ※ | ルンビニー         | 生誕の地。                     | 藍毘尼     |
| ※ | ブッダガヤ         | 成道（悟り）の地。             | 仏陀伽邪   |
| ※ | サールナート       | 初転法輪（初めての説教）の地。 | 鹿野苑     |
|   | ラージャグリハ     | 布教の地。                     | 王舎城     |
|   | サヘート・マヘート | 教団本部の地。                 | 祇園精舎   |
|   | ヴァイシャリ       | 最後の旅の地。                 | 毘舎離城   |
| ※ | クシナガラ         | 涅槃（死）の地。               | 拘尸那掲羅 |
|   | サンカーシャ       | 昇天の地。                     | 僧伽舎     |

※印は四大聖地。

## ギャラリー

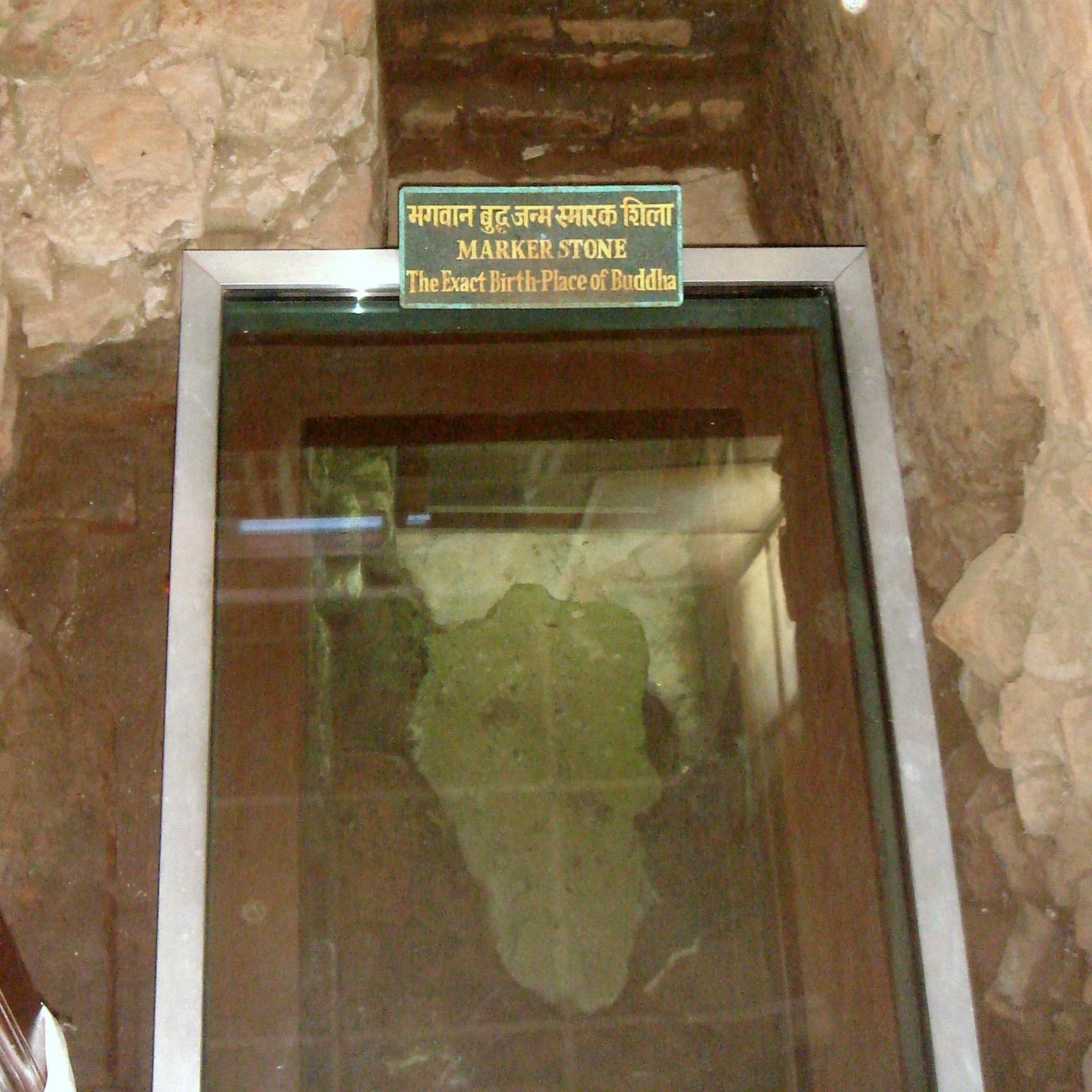
ルンビニ, ブッダの生まれた場所
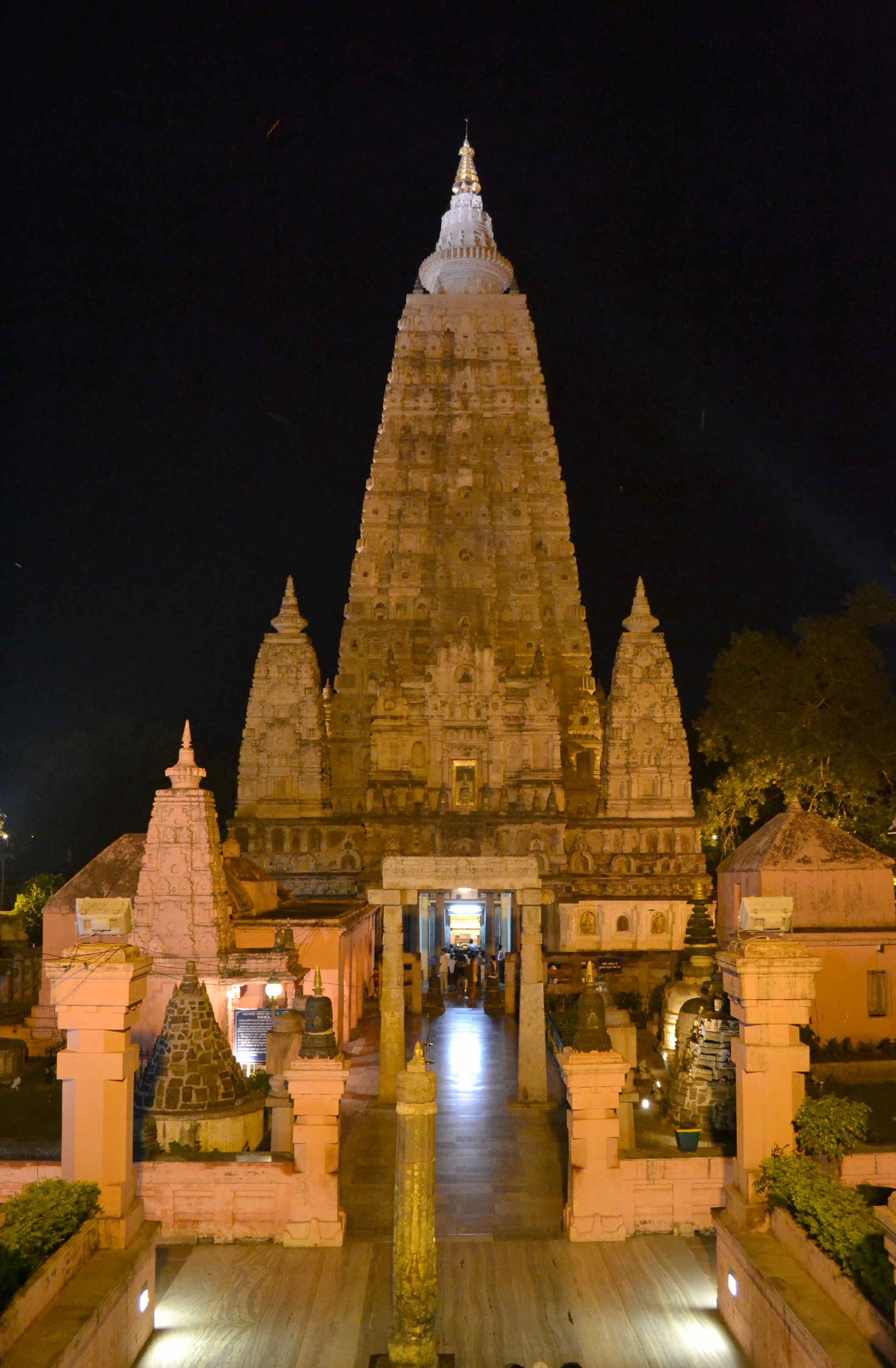
ブッダガヤの大菩提寺
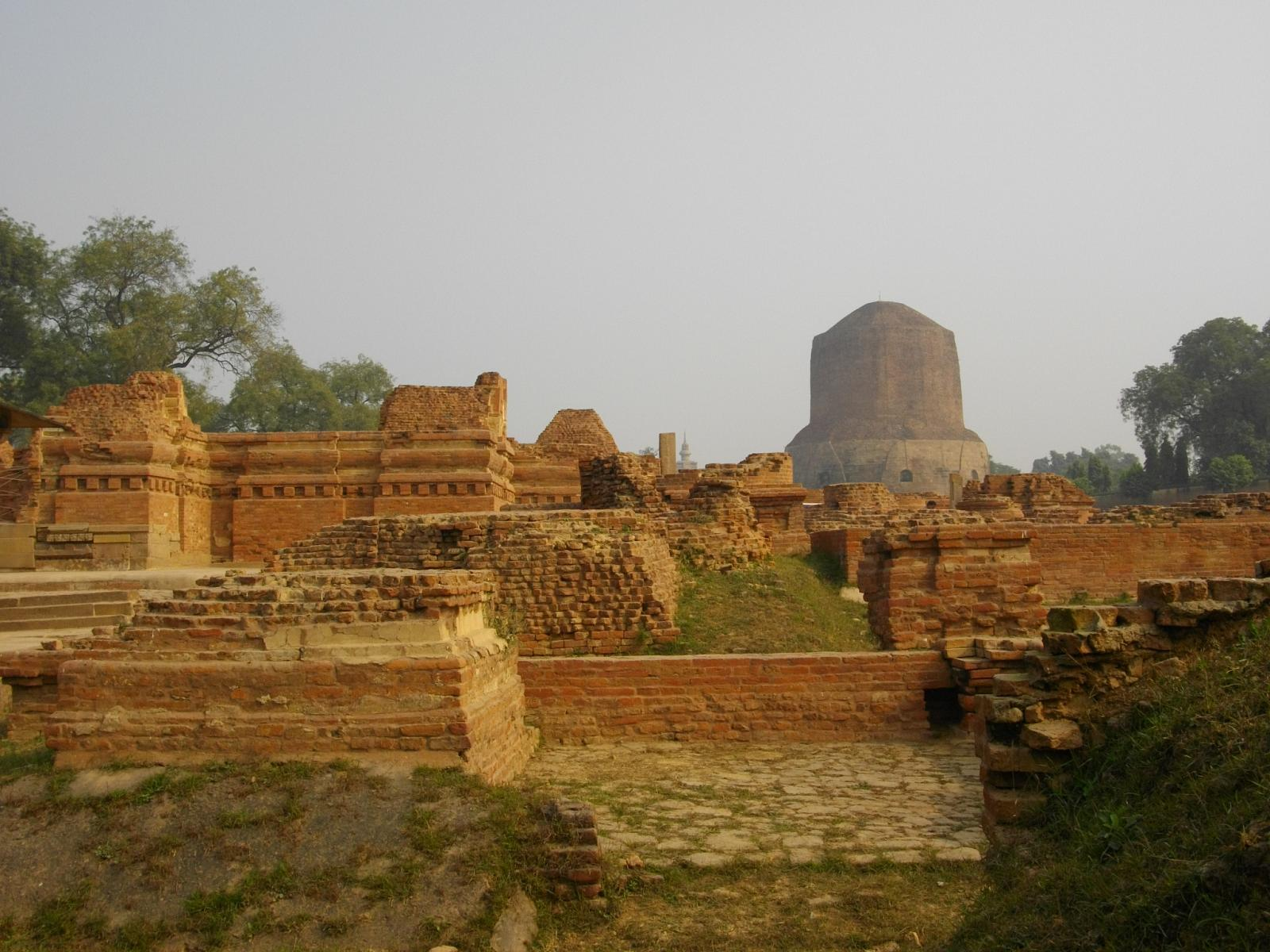
サールナートダメークの仏塔跡
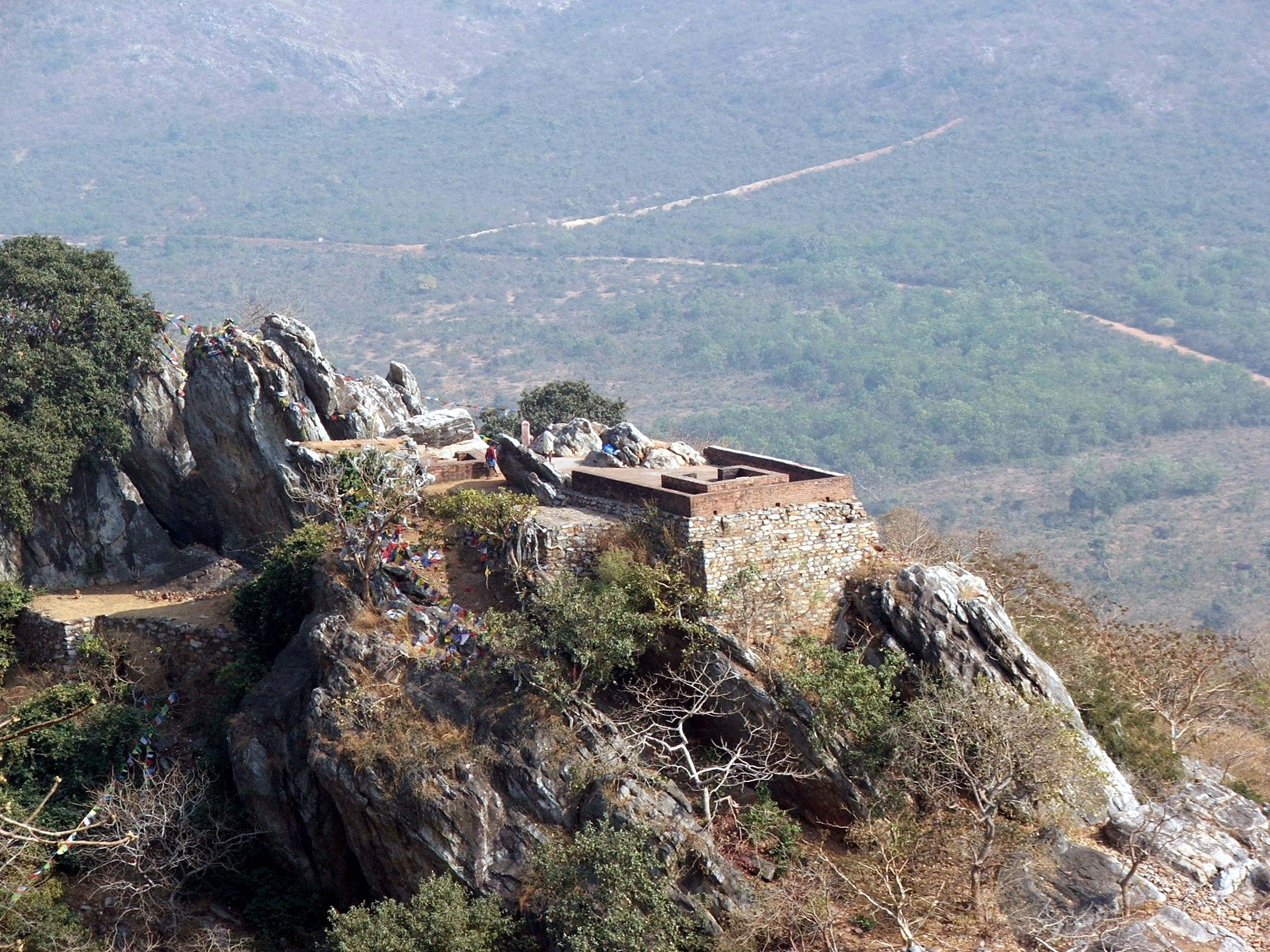
ラージギール霊鷲山
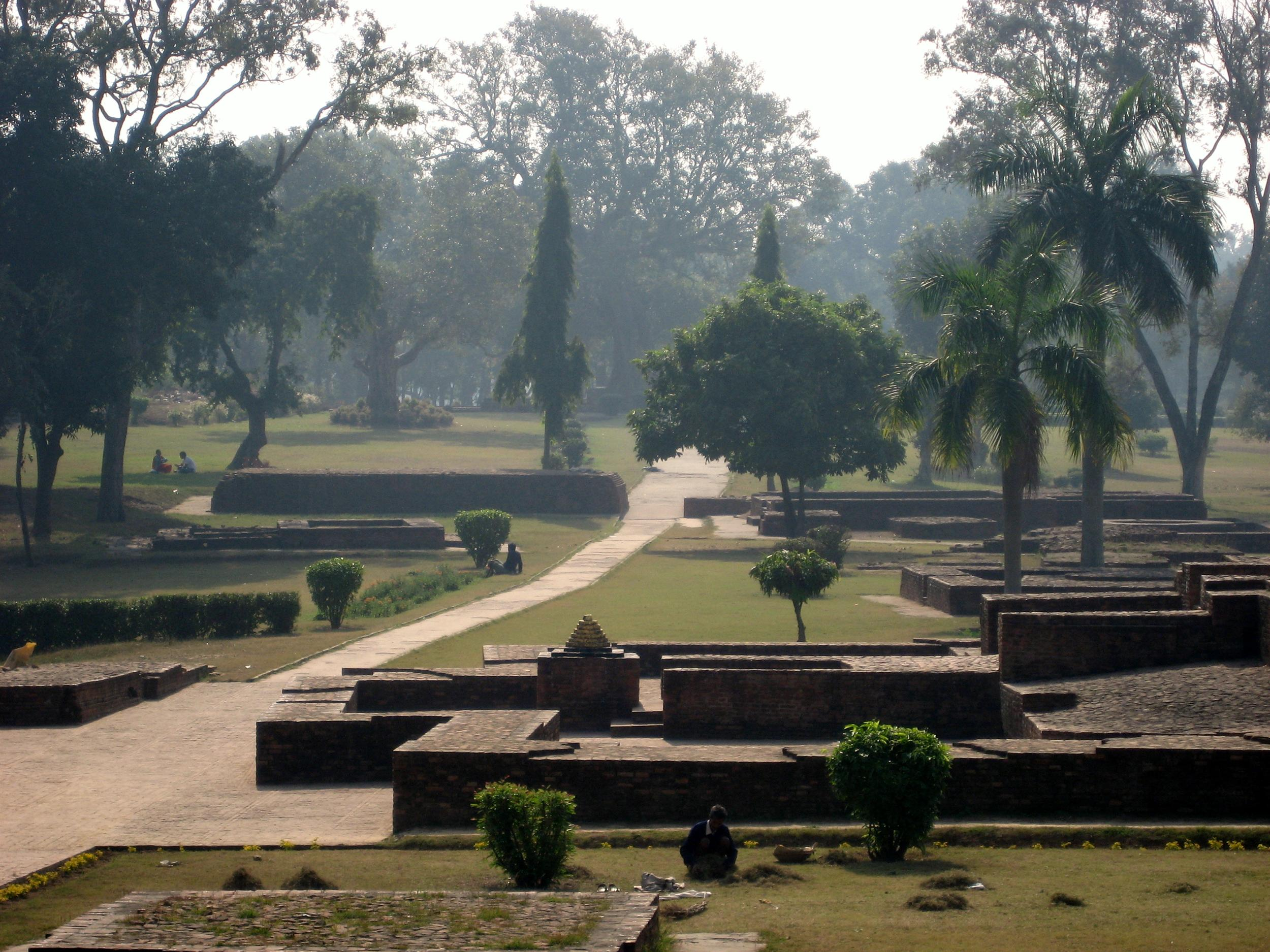
サヘート・マヘート祇園精舎
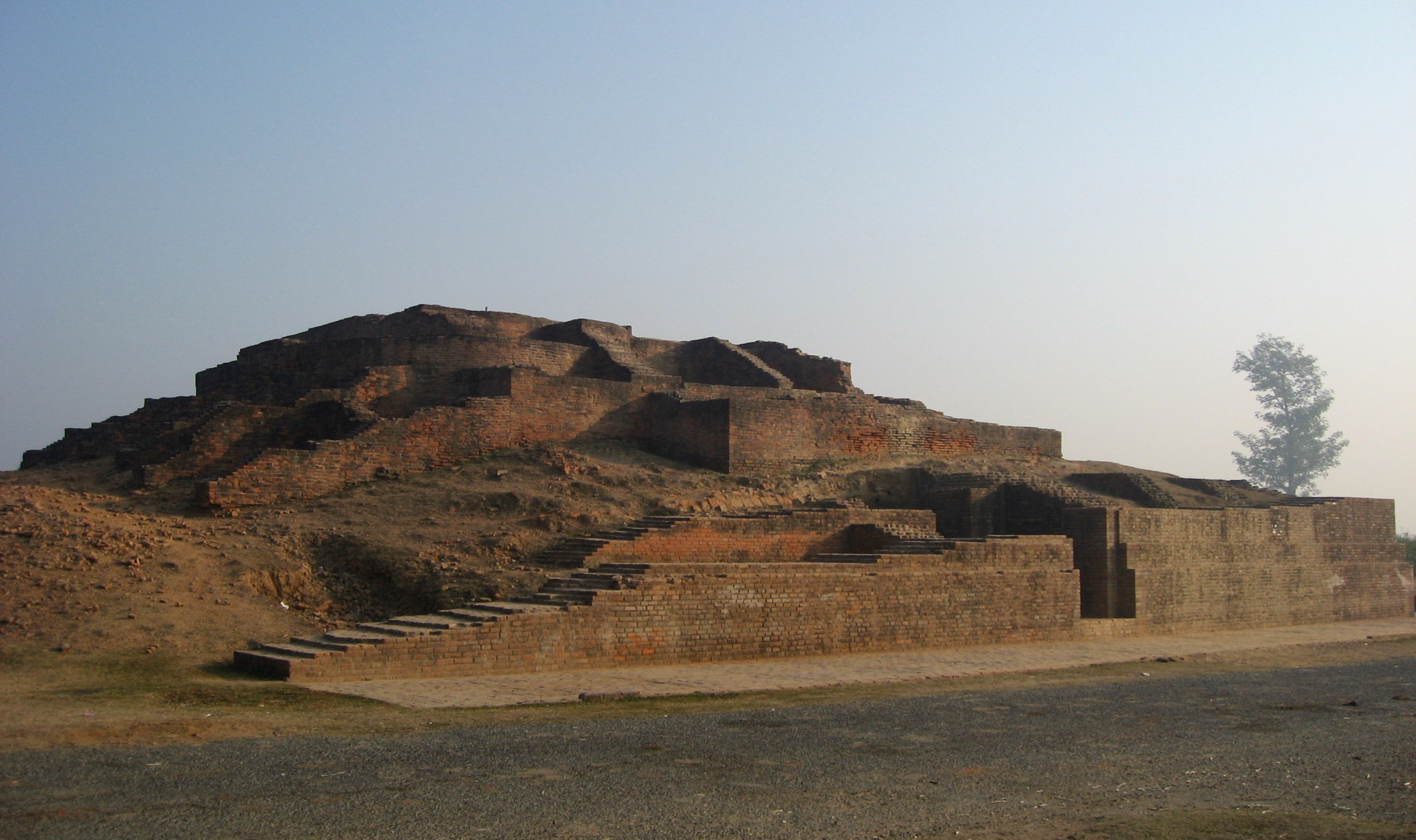
アングリマーラの仏塔跡／舎衛城
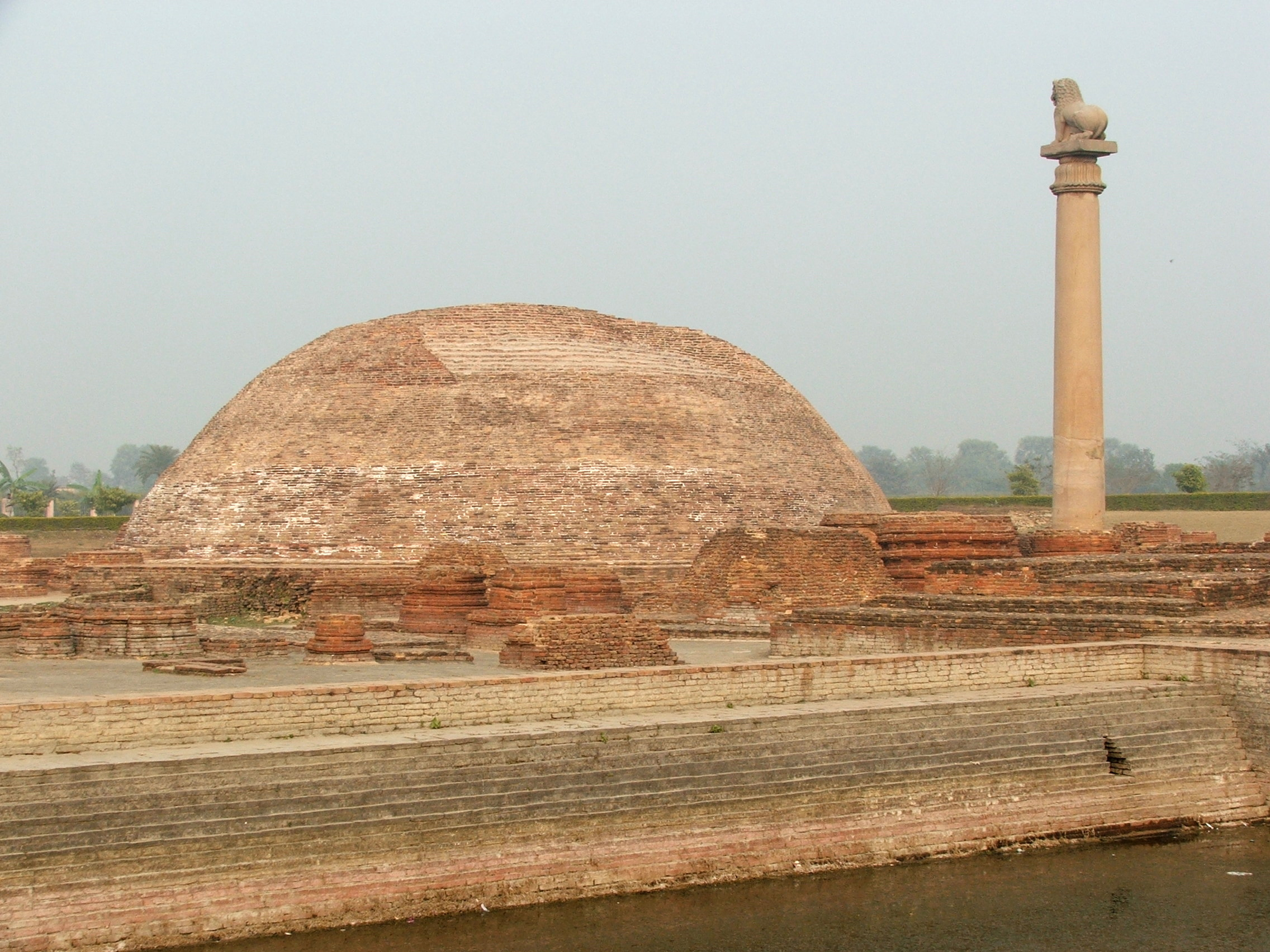
ヴァイシャリ, アナンダの仏塔跡
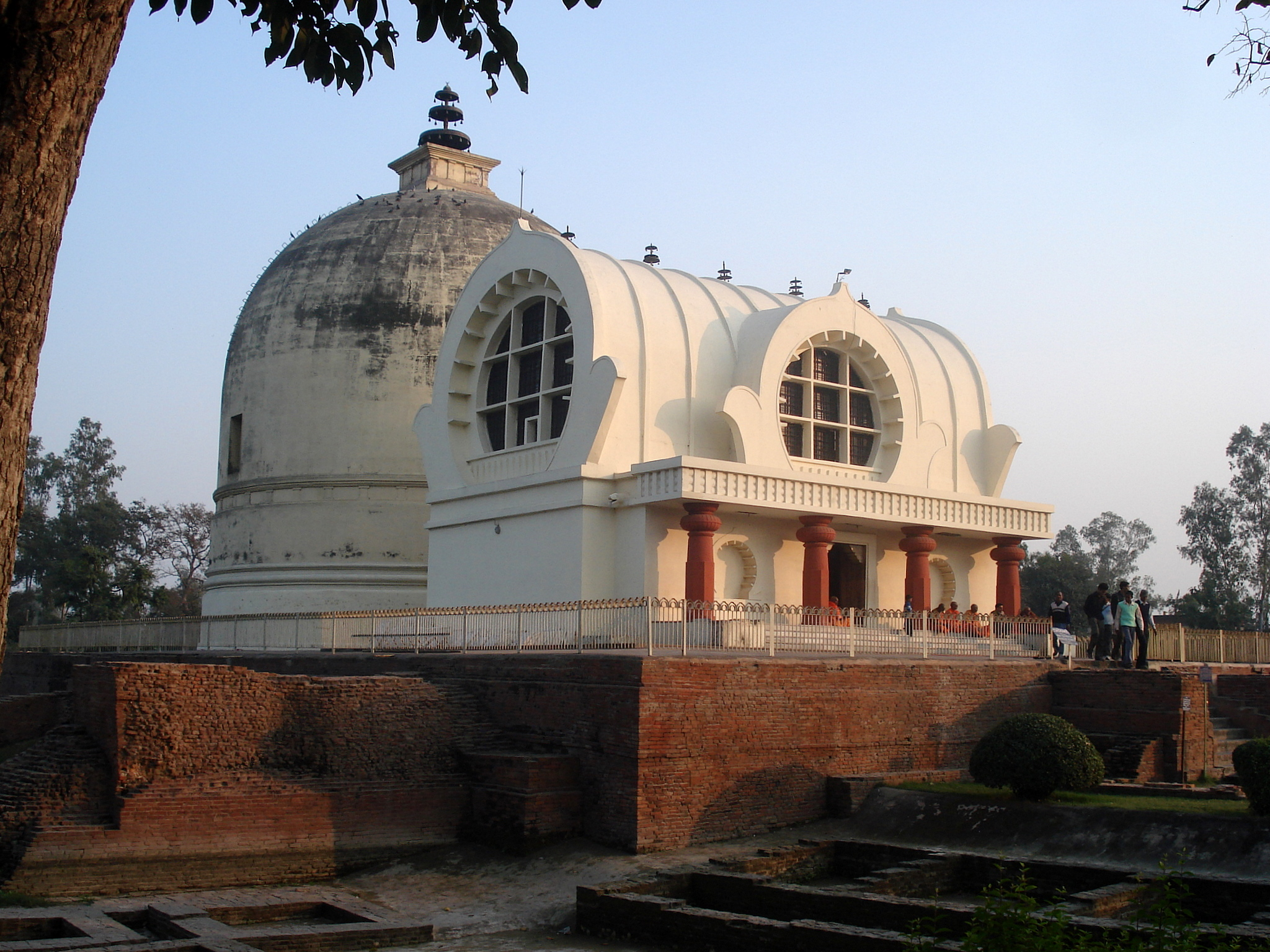
クシーナガラ涅槃堂